# Bahnhof Jasnitz
Der Bahnhof Jasnitz ist eine Bahnstation an der Bahnstrecke Berlin–Hamburg im Landkreis Ludwigslust-Parchim im Südwesten von Mecklenburg-Vorpommern. Die 1876 eröffnete Station wurde eingerichtet, damit der mecklenburgische Großherzog Friedrich Franz II. seine Jagdreviere in den ausgedehnten Wäldern der Umgebung erreichen konnte. Der Bahnhof war einer der wenigen Fürstenbahnhöfe in Mecklenburg und erhielt ein repräsentatives Empfangsgebäude mit Fürstenzimmer. Der unter Denkmalschutz stehende Bau wurde im Herbst 2014 abgerissen.

## Lage
Der Bahnhof liegt im Ortsteil Jasnitz der Gemeinde Picher etwa vier Kilometer nördlich des Kernortes. Ursprünglich wurde die Station etwa einen Kilometer südlich der Försterei Jasnitz angelegt, die umliegenden Häuser wurden früher als Abbaue zu Picher bezeichnet. Mit zunehmender Bebauung des Bahnhofsumfelds liegt der größte Teil der Häuser des Ortes Jasnitz mittlerweile im Bahnhofsbereich.
Vor allem nördlich des Bahnhofs dehnen sich ausgedehnte Waldungen aus. Das Gebiet wurde früher Die Jasnitz genannt, auch die Bezeichnung Wildpark für den Wald ist verbreitet. Der Name Jasnitz ist slawischen Ursprungs und leitet sich von Eschenort ab.
Die Station liegt am Kilometer 180,6 der Bahnstrecke Berlin–Hamburg, etwa zehn Kilometer nordwestlich des Bahnhofs Ludwigslust und elf Kilometer südöstlich vom Bahnhof Hagenow Land.

## Geschichte

### Bahnhof

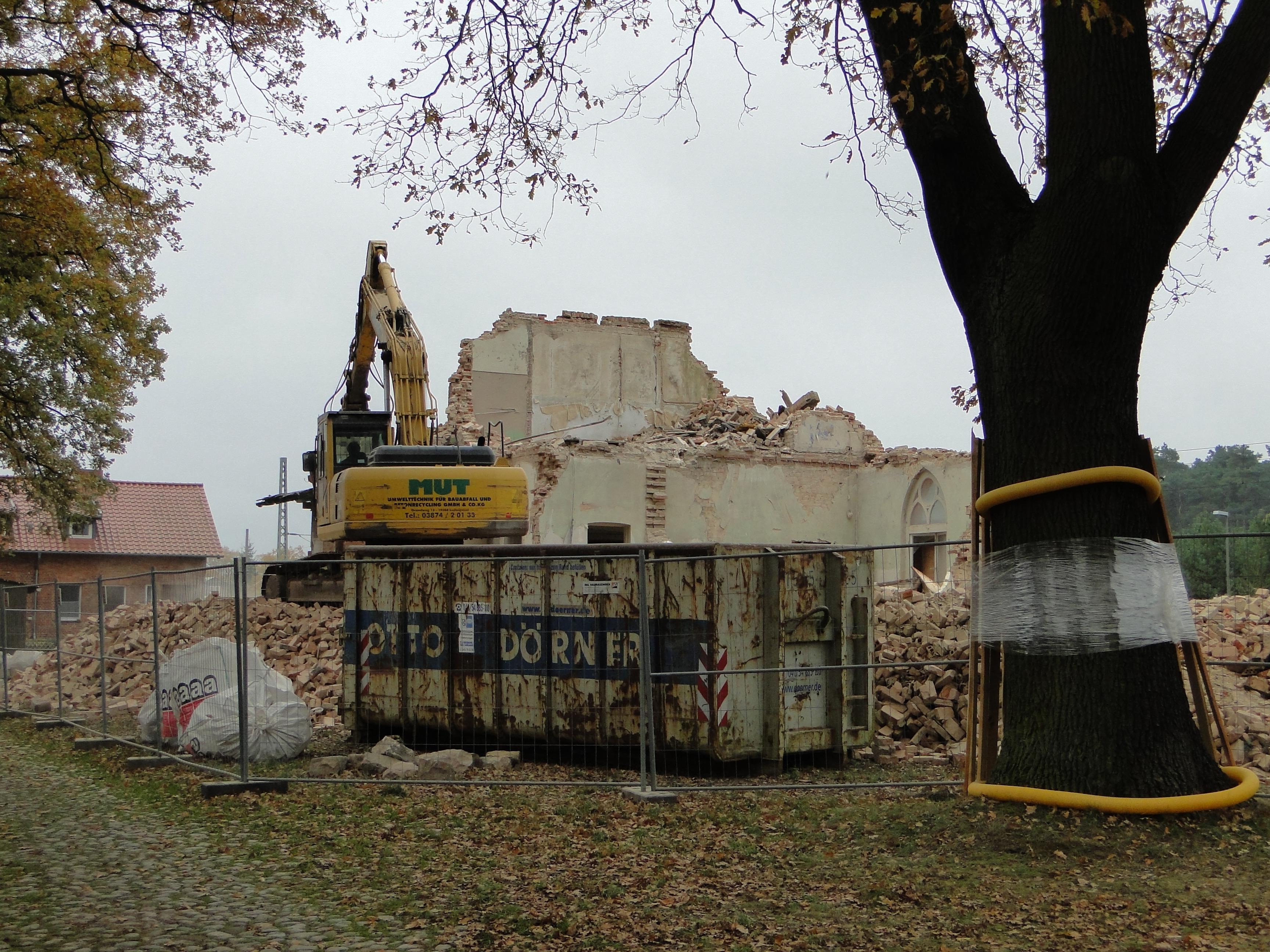
Abriss des Empfangsgebäudes im November 2014

Ursprünglich gab es auf dem 21 Kilometer langen Abschnitt zwischen Ludwigslust und Hagenow der 1846 eröffneten Berlin-Hamburger-Bahn keine Zwischenhalte. 
Um 1870 setzte sich der Schulze von Picher für den Bau einer Haltestelle bei der Landesregierung in der Nähe des Ortes ein. Nach Gesprächen mit dem Vorstand der Eisenbahngesellschaft wurde dem schließlich zugestimmt.
Im Jahr 1874 begannen die Bauarbeiten für den Bau einer Haltestelle in Jasnitz. Ausschlaggebend für den Bau der Station in diesem kleinen Ort (in den 1880er Jahren hatte er nur 43 Einwohner) waren letztlich nicht wirtschaftliche Gründe, sondern die Jagdinteressen von Großherzog Friedrich Franz II. Am 1. Januar 1876 ging die Station in Betrieb. 
Um 1950 wurde in der Nähe des Bahnhofs ein Getreidespeicher gebaut, woraus später ein Verladezentrum entstand. 1969 siedelte sich eine Schrottaufbereitungsfirma am Bahnhof an. Beide Betriebe wurden kurz nach der Wende Anfang der 1990er Jahre geschlossen.
Mitte der 1990er Jahre wurden im Zuge des Ausbaus der Bahnstrecke Berlin–Hamburg die Bahnhofsanlagen umgestaltet und die Gleise im Bahnhof elektrifiziert. Bis 1996 war das Stellwerk im Bahnhof in Betrieb, das Gebäude bis 1997 bewohnt. Danach stand es leer, ohne dass der Eigentümer, die Deutsche Bahn, für eine entsprechende Sicherung des Hauses sorgte.
Im Herbst 2014 wurde das Empfangsgebäude abgerissen. Die Deutsche Bahn begründete dies mit schweren Wasserschäden und Gefahren für die Betriebssicherheit des Verkehrs auf der Bahnstrecke.

### Verkehr

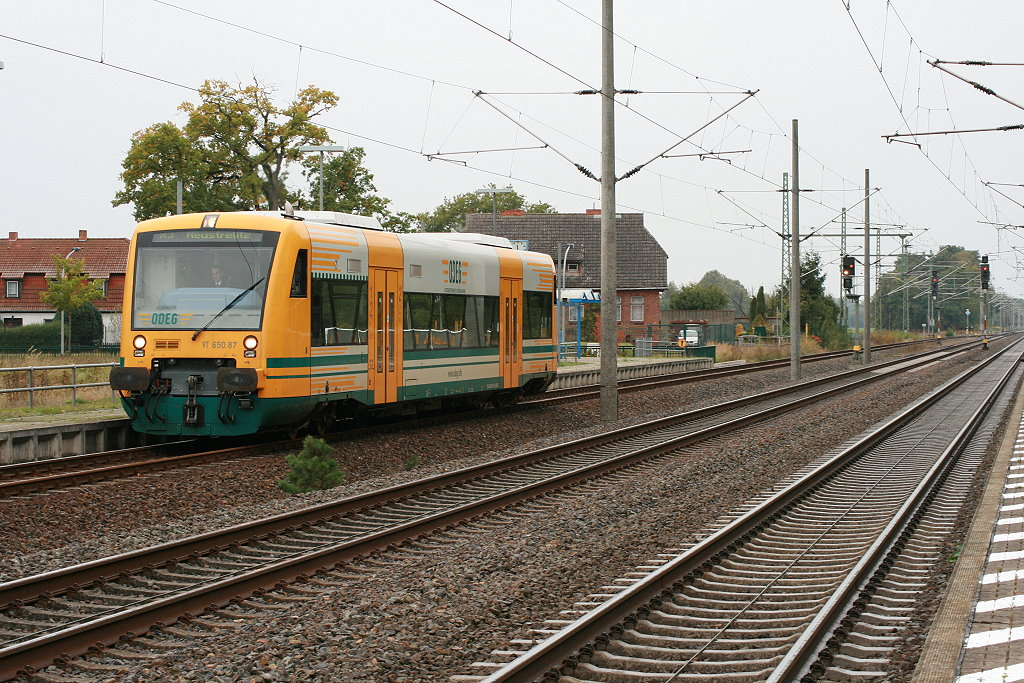
ODEG-Triebwagen im Bahnhof Jasnitz (2009)

Im Personenverkehr hielten anfangs nur wenige Züge in der Station, später wurde das Angebot ausgedehnt. Vor dem Ersten Weltkrieg (Fahrplan 1914) hielten etwa sieben Personenzüge je Richtung am Tag im Bahnhof, 1939 waren es fünf. Während ein Teil dieser Züge Jasnitz direkt mit Berlin und Hamburg verbanden, beschränkte sich das Angebot von den 1950er bis Anfang der 1990er Jahre auf vier Zugpaare zwischen Ludwigslust und Hagenow, zeitweise auch Zarrentin. Mitte der 1990er Jahre wurden das Angebot vertaktet, seitdem wird Jasnitz im Zweistundentakt bedient. Seit 2002 betreibt die Ostdeutsche Eisenbahn den Personenverkehr von Hagenow über Jasnitz und Ludwigslust nach Parchim. Die Weiterführung nach Neustrelitz Hauptbahnhof wurde 2014 eingestellt.
Im Güterverkehr wurden Holz, Getreide und Vieh auf dem Bahnhof verladen. Anfang der 1990er Jahre wurde der Güterverkehr eingestellt.

## Anlagen

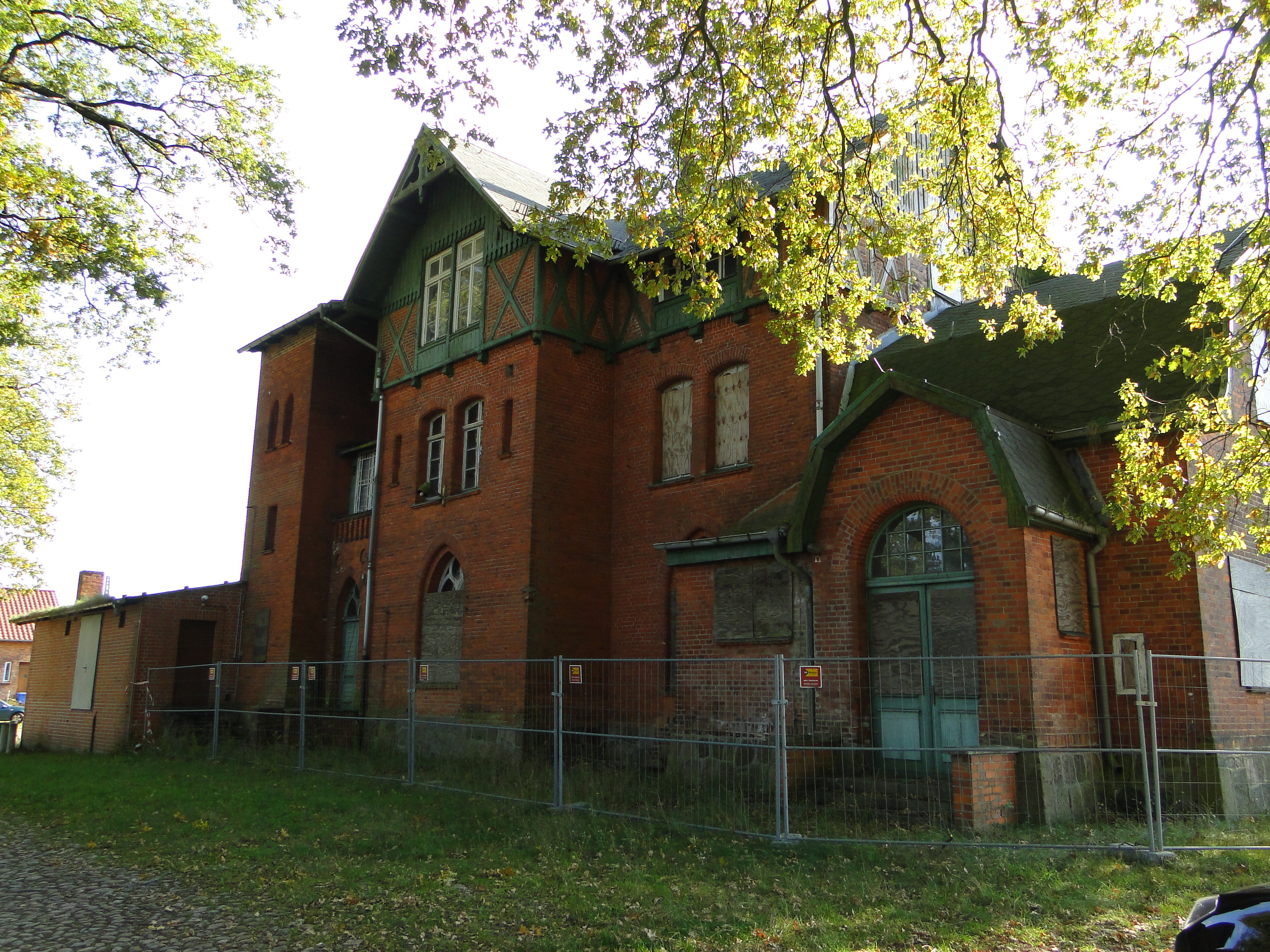
Straßenseitige Ansicht des Empfangsgebäudes (2013).

Das Empfangsgebäude lag auf der Nordseite der Gleise.
Es war ein zweistöckiger Backsteinbau mit einem Dachgeschoss in Fachwerkbauweise. Ursprünglich war das Gebäude streng symmetrisch angelegt. Später entstanden ein Anbau auf der Westseite und ein Güterschuppen auf der Ostseite des Gebäudes. Im Inneren befanden sich das Fürstenzimmer sowie ein Warteraum 2. und einer für die 3. und 4. Klasse. Ebenfalls befanden sich Räume für den Fahrdienstleiter und Wohnräume im Obergeschoss im Bahnhofsgebäude. 
Nach 1919 wurde das Fürstenzimmer geschlossen und nach einem Umbau für Wohnzwecke verwendet. Östlich des Empfangsgebäudes gab es ein weiteres Stellwerk, ein Ziegelsteinbau mit einem Dachgeschoss aus Fachwerk. Es wurde ebenso wie das Toilettenhäuschen 1993 im Rahmen der Umbaumaßnahmen des Bahnhofs abgerissen.
Vor dem Zweiten Weltkrieg besaß der Bahnhof insgesamt fünf durchgehende Gleise, zwei davon wurden nach 1945 als Reparationsleistung abgebaut.
Seit dem Umbau in den 1990er Jahren besitzt der Bahnhof zwei Durchfahrtsgleise und ein Überholungsgleis auf der südwestlichen Seite der Anlage. Die beiden Außenbahnsteige befinden sich am nördlichen Durchfahrtgleis bzw. am Überholungsgleis südlich der Durchfahrtsgleise. An letzteren schließt sich die frühere Ladestraße an.
Der frühere beschrankte Straßenübergang westlich des Empfangsgebäudes wurde Ende 2004 durch eine Unterführung ersetzt. Diese Unterführung dient auch als Verbindung zwischen den beiden Bahnsteigen.